# Pittosporum inopinatum
Pittosporum inopinatum är en tvåhjärtbladig växtart som beskrevs av Bakker. Pittosporum inopinatum ingår i släktet Pittosporum och familjen Pittosporaceae. Inga underarter finns listade.